# بارزة مقوسة
البارزة المقوَّسة (باللاتينية: eminentia arcuata) هي بروزٌ مدورٌ(ص.567) على السطح العلوي(ص.420) للجزء الصخري من العظم الصدغي يشكل الجزء الوحشي من الجدار الخلفي(ص.509) لحفرة القحف المتوسطة.(ص.566-567)(ص.420, 509) تشير هذه البارزة إلى موضع القناة الهلاليَّة العلويَّة.(ص.567)(ص.420)
يقع تَّلَمُ العصب الصخري الكبير في منتصف الجزء الأمامي من البارزة المقوَّسة.(ص.509)